# Station Soknedal
Station Soknedal is een station in  Soknedal in fylke Trøndelag  in  Noorwegen. Het station ligt aan Dovrebanen. Het stationsgebouw is een ontwerp van Gudmund Hoel en Jens Flor. Soknedal werd in 2000 buiten gebruik genomen.